# プラネットM
プラネットM（Planet M）は、東京ディズニーランド（東京ディズニーリゾート）のトゥモローランドにあるショップ。

## 概要
| プラネットM  | プラネットM                                          |
| ------------ | ---------------------------------------------------- |
| オープン日   | 1996年12月13日                                       |
| クローズ日   | 2024年10月31日                                       |
| スポンサー   | なし                                                 |
| 商品ジャンル | 東京ディズニーランドオリジナルピクサー映画グッズなど |
| 宅配センター | 対象外                                               |

プラネットMは、『トイ・ストーリー』に登場するバズ・ライトイヤーや『ファインディング・ニモ』、『カーズ』などのピクサー映画や『リロ・アンド・スティッチ』グッズなど、東京ディズニーランドオリジナルグッズを販売しているショップで、バズ・ライトイヤーのアストロブラスターの降り場と直結している。設定としては、ミッキーがおもちゃの原料を見つけた惑星。店内は、「バズ・ライトイヤーのアストロブラスター」や『トイ・ストーリー』をテーマにした内装となっている。
以前、この場所には「キャラクターコーナー」というショップが存在したが、1996年にリニューアルされ、現在のショップ名になった。リニューアル後もしばらくは「キャラクターコーナー」の名残りとして様々なディズニーキャラクターを販売していたが、2004年4月15日に隣接する場所に新しいアトラクション「バズ・ライトイヤーのアストロブラスター」がオープンするのに伴い再びリニューアルされ、ショップ名はそのままにバズ・ライトイヤーをはじめピクサー映画のキャラクターのグッズを販売するショップになった。2024年10月31日をもってクローズ。